# ولسوالی اشکاشم
ولسوالی اِشکاشِم یکی از ۲۹ ولسوالی‌ ولایت بدخشان در خاور افغانستان است. مرکز آن شهر اشکاشم و مردمانِ آن را پامیری گویند که بخشی از آنها به زبان اشکاشمی که شاخه‌ای از زبان‌های پامیری است، سخن می‌گویند. جمعیت این ولسوالی ١۵٬۶٧٧ نفر برآورد شده است.
ولسوالی اشکاشیم در مرز تاجیکستان قرار گرفته و ناحیه‌ای نیز با همین نام اشکاشم در تاجیکستان است.

## گروهای قومی و مذهبی
اکثر باشندگان ولسوالی اشکاشم اسماعیلی‌مذهب و به لحاظ قومی پامیری استند. اسماعیلیان در این نواحی حکومت کرده اند و ناصرخسرو از مشهوترین شاعران زبان فارسی در بدخشان مبلغ دعوت مذهب اسماعیلی بوده است.

## زبان و فرهنگ
مردم اشکاشم به زبان اشکاشمی یکی از زبان‌های پامیری صحبت می‌کنند.